# Vernonia bambilorensis
Vernonia bambilorensis là một loài thực vật có hoa trong họ Cúc. Loài này được Berhaut miêu tả khoa học đầu tiên năm 1954.